# Stevie (film 2008)
Stevie è un film tv del 2008, diretto da Bryan Goeres.

## Trama
Dopo l'adozione di Isabelle, una bambina di 8 anni, Claire e Adrian pensano finalmente di aver formato una famiglia. Ma solo la "nuova mamma", Claire, sembra accorgersi di fatti terrificanti ed inspiegabili dopo l'arrivo della ragazzina, che in qualche modo "sente" una quarta presenza nella casa, che chiama "Stevie". Passano settimane e un intreccio continuo di flashback e ritorni al presente spiegano cos'è successo qualche anno prima a Los Angeles, luogo originario di Claire e Adrian, e di come questo passato sia ora ritornato per "vendicarsi"...